# 皆實線
皆實線（日语：／ Minami sen */?）是廣島電鐵擁有的電車路線之一。

## 概要
在第二次世界大戰中，為了增強連接廣島站與軍港宇品港之間的運輸能力而建設此線。此路經不途經紙屋町·八丁堀地區，路線途經比治山通、宇品通，沿京橋川堤連接兩地。全線都在廣島縣廣島市南區內行走。
現時此線的正式名稱為「皆實線」，曾經此站名為比治山線（日语：／）。在電車方向顯示牌中會顯示「經比治山下」。而電車站的編號首個文字為H是取自比治山下的羅馬拼音首個文字。

### 路線資料
- 路線距離（營業距離）：2.5公里
- 軌距：1435毫米
- 車站數目：7個（包括起終點站）
- 雙線區間：全線
- 電氣化區間：全線（直流600V）

## 運行形態
該線上只有5號線（廣島站至的場町至比治山下至皆實町六丁目至廣島港（宇品））行走。所有電車均直通至本線，大部分的電車直通至宇品線（早上和深夜設有電車從皆實町六丁目出發或為終點，也設有電車於宇品二丁目折返）。
在廣島站與廣島港兩座電車站中，當於與其他系統不同（不經紙屋町），因此5號線使用獨立的乘車月台。另外，在的場町和皆實町六丁目兩電車站的月台設有方向性。在來往廣島站與宇品線方向之間，此線比經紙屋町的1號線所需時間較短，因此此路線成為一較重要路線。
運行車輛中，基本上只會有一卡車輛（日間會有700形、800形、1000形行走此線）。在平日早上和黃昏繁忙時間，此線會有較多掛接車輛行走。另外，超低地台車輛1000形在2014年2月起於此線行走。在引入該列車前，皆實線內的超低地台車輛只有5100形，該列車只會在早上繁忙時間行走。現時日間全線都會有超低地台車輛行走（當進行車輛檢査或車務調動時，或會沒有超低地台車輛行走）。
此線的掛接車輛在1998年正式投入服務。在此之前曾經設有前多蒙特電車70形行走此路。隨著3950形引入，宮島線剩下的5抽3000形也在此線上行走。

## 歷史
- 1944年（昭和19年）12月27日 的場町至皆實町三丁目（現時：皆實町六丁目）之間開通。
- 1945年（昭和20年）8月6日 被投下原子彈，全線不能通行。
- 1948年（昭和23年）7月1日 路線重開。
- 1971年（昭和46年）12月20日 5號線在早上繁忙時間開始實施一人控制。
- 1975年（昭和50年）4月30日 5號線開始整日實施一人控制。
- 1982年（昭和57年）1月30日 的場町至段原一丁目之間設置渡線。
- 1994年（平成6年） 為了增強繁忙時間的運輸能力，1抽掛接車輛於此路線上運行。該車輛來自宮島線（前多蒙特電車70形）。
- 1998年（平成10年） 平日早繁忙時間引入正式的掛接車輛。該車輛來自宮島線的3000形，共有5抽列車在此線上行走。
- 2011年（平成23年）
  - 4月11日 實施時間表修正，日間半數列車於宇品二丁目折返（廣島站至廣島港之間，廣島站至宇品二丁目之間交替運行）。
  - 7月11日 再次實施時間表修正，日間原則上所有列車均行走於廣島站至廣島港之間。
- 2014年（平成26年）2月1日 2抽超低地台車輛1000形（日语：広島電鉄1000形電車 (2代)）在此線上行走（「GREEN MOVER LEX」的1003號、1004號）。
- 2025年（令和7年）8月3日：稻荷町—比治山下間開業。松川町停留場開業。為方便切換為循環線的工程，的場町—比治山下間暫停營運[3]。松川町停留場的編號為「H1」，與其他停留場的編號連貫，皆實町六丁目停留場不再按皆實線編號。
- 2026年（令和8年）春（預定）：循環線開始運行，的場町—比治山下間恢復運行[3]。

## 電車站列表
- 所有電車站都位於廣島縣廣島市南區內。
- 全線只有5號線途經。

| 車站編號     | 中文站名     | 日文站名     | 英文站名     | 營業距離     | 營業距離     | 接續路線          |
| 車站編號     | 中文站名     | 日文站名     | 英文站名     | 站間         | 累計         | 接續路線          |
| ------------ | ------------ | ------------ | ------------ | ------------ | ------------ | ----------------- |
| 直通運行路段 | 直通運行路段 | 直通運行路段 | 直通運行路段 | 直通運行路段 | 直通運行路段 | 本線 至廣島站     |
| M02          | 稻荷町       |              |              | -            | 0.0          | 廣島電鐵： 本線   |
| H01          | 松川町       |              |              | 0.2          | 0.2          |                   |
| H02          | 比治山下     |              |              | 0.4          | 0.6          |                   |
| H03          | 比治山橋     |              |              | 0.5          | 1.1          |                   |
| H04          | 南區役所前   |              |              | 0.3          | 1.4          |                   |
| H05          | 皆實町二丁目 |              |              | 0.3          | 1.7          |                   |
| U09          | 皆實町六丁目 |              |              | 0.5          | 2.2          | 廣島電鐵： 宇品線 |
| 直通運行路段 | 直通運行路段 | 直通運行路段 | 直通運行路段 | 直通運行路段 | 直通運行路段 | 宇品線 至廣島港   |

### 的場町—比治山下間
2025年8月3日起暫停營運。車站編號按暫停時為準。
| 車站編號 | 中文站名   | 日文站名 | 英文站名 | 營業距離 | 營業距離 | 接續路線                                     |
| 車站編號 | 中文站名   | 日文站名 | 英文站名 | 站間     | 累計     | 接續路線                                     |
| -------- | ---------- | -------- | -------- | -------- | -------- | -------------------------------------------- |
| H3       | 的場町     |          |          | -        | 0.0      | 廣島電鐵：本線（M3）                         |
| H4       | 段原一丁目 |          |          | 0.5      | 0.5      |                                              |
| H5       | 比治山下   |          |          | 0.4      | 0.9      | 廣島電鐵：皆實線（稻荷町、皆實町六丁目方向） |

## 未來計劃
廣島市在2014年（平成26年）9月2日發表「廣島站南出口廣場再開發等基本方針」。當中，把本線廣島站至稻荷町之間途經站前大橋的走線改變，皆實線也受到影響。皆實線改為從稻荷町改經站前通南下，於松川町路口轉入市道松川宇品線，隨後於比治山町路口轉入原本路軌繼續南方。在上述新路軌路段中，於松川町路口附近新設電車站。另外，的場町至稻荷町之間與皆實線計劃改為環狀運輸，以方便連接紙屋町與皆實町兩地。今後，廣島市和廣島電鐵會就運行方式繼續討論。

## 注腳
1. ↑  広電/バス＆電車ガイド 市内線電車の乗継制度について（日語） (Internet Archive) - 廣島電鐵，2003年4月6日存檔。
2. ↑  在廣島電鐵電車的車站稱為「電車站」，在鐵路線（即宮島線）的車站稱為「站」或「車站」。
3. 1 2  広島駅「駅前大橋ルート」 - 広島電鉄、2025年4月25日閲覧。
4. ↑   (PDF). 広島電鉄.   [2025-07-10].
5. ↑   (新闻稿). 広島市. 2014-09-02 （日语）.[]

## 外部連結
- 廣島電鐵電車資訊 （页面存档备份，存于）（日語）